# روسانا دي لورنزو
روسانا دي لورنزو (4 مارس 1938 - 13 أغسطس 2022)، هي مُمثلة سينمائية إيطالية. وُلدت في روما، ظهرت لأول مرة في دور رئيسي عام 1970.  هي شقيقة الممثل ماوريتسيو آرينا.

## روابط خارجية
- روسانا دي لورنزو على موقع IMDb (الإنجليزية)
- روسانا دي لورنزو على موقع ألو سيني (الفرنسية)
- روسانا دي لورنزو على موقع أول موفي (الإنجليزية)
- روسانا دي لورنزو على موقع قاعدة بيانات الأفلام السويدية (السويدية)
- روسانا دي لورنزو على موقع قاعدة بيانات الفيلم (الإنجليزية)
- روسانا دي لورنزو على موقع كينوبويسك (الروسية)